# Tramon Air
Tramon Air era uma companhia aérea privada sul-africana com sede em Joanesburgo. Operou voos domésticos e internacionais de passageiros e de carga do Aeroporto Internacional de Lanseria e do Aeroporto Internacional Oliver Tambo.

## História
A companhia aérea foi fundada em 1995 e iniciou as operações em 1998. Em 2006, a Tramon Air encerrou as operações.

## Frota
A frota da Tramon Air consistia nas seguintes aeronaves (Setembro de 2006):
| Aeronaves      | Total | Notas |
| -------------- | ----- | ----- |
| Boeing 737-200 | 1     |       |
| Total          | 1     |       |

### Frota Histórica
A frota da Tramon Air também consistiu nas seguintes aeronaves:
- 1 Boeing 727-200
- 2 Grumman Gulfstream I